# Монтескью-Фезансак д’Артаньян, Эмери Франсис Андре Филипп де
Эмери́ Франси́с Андре́ Фили́пп де Монтескью-Фезанса́к д’Артанья́н (фр. Aymeri Francis André Philippe de Montesquiou-Fezensac d'Artagnan; родился 7 июля 1942 года в коммуне Марсан департамента Жер) — французский политик, член Радикальной партии.

## Биография
Представитель консервативно настроенного крыла французской аристократии, выходец из старинного гасконского дворянского рода, давшего Франции ряд известных деятелей.
Мэр Марсана c 1976 года; депутат Европарламента в 1989—1993 и член Сената Франции от департамент Жер в 1998—2015 годах. Президент Организации франко-иранской дружбы.
Являлся наблюдателем на российских выборах 2017 года в Ярославской области.